# Ryvingen fyr
Ryvingen fyr er Norges sydligste fyr, beliggende i Mandal kommune i Agder fylke, på øen Ryvingen (Låven er i nogle tilfælde brugt som navn på øen, men Låven er det højeste punkt, hvor varden står). Første fyr blev rejst i 1867, derefter kom et nyt fyrtårn i 1897, som ble det første, elektriske fyr i Norge. Dette sidste står i dag, og er 22,5 meter højt. Fyret har været automatiseret siden 2002.

## Historie

### Begyndelsen
En voksende handelstrafik med gode vilkår i midten af attenhundredetallet skabte fundament for øget investering på sikkerhed til havs. I 1865 blev det foreslået at bygge et fyr syd for Mandal, og to år senere så man det første fyr stå klar. Det første lyset – hvidt med rødt blink hvert hele minut – blev tændt 20. oktober, ved hjælp af en oliebrænder med væge og skorsten i glas. Konstruktionen var enkel, en træhytte bar fyrlygten på taget.
I de tidlige dage var fyret bemandet af fyrvogteren og dele af hans familie, hvis han havde en. En fyrbøder var også nødvendig for driften, og blev formentlig hyret af fyrvogteren selv, og betalt med de midler han fik for at drive fyret. Natten til den 23. marts 1887 forliste 27 hvalfangere fra hvalfangstskipet Vardöhus ud for fyret.

### Opgraderinger
Den voksende skibstrafik stillede større krav til fyret og inden 1897 blev det bestemt at et fyr i støbejern skulle bygges hvor det gamle træfyr stod. De teknologiske fremskridt var på kort tid nået langt, og Ryvingen blev højt prioriteret. Tilslutningen omkring fyret førte til at det blev det første med elektrisk lampe, og blandt de første med såkaldt lynblinkapparat.
En dampmaskine som producerede elektricitet til fyrlampen blev installeret i fyret - denne havde et stort kulforbrug. Da det blev tændt første gang, 25. august 1897, var det det næst stærkeste fyrlys i verden, med blink på 34 millioner normallys (303.000 hefnerlys, ca. 272.000 candela). Lyset som står i dag er betragtelig svagere. Reaktionerne på det stærke lys lod ikke vente på sig, og fiskere fra Skagerrakskysten siges at have klaget til Stortinget om forholdene, som de mente ville bortskræmme både fugl og fisk. I avisen Lindesnes fra den tid er det skrevet:
De blaalige, skarpe lysglimt viser sig omtrent som lyn, og lyser ind på husvæggene i Mandal og flimrer langt ind over fjeldene. Taageluren, som for en tid siden blev prøvet, skræmte folk adskilligt, nogle troede det var oksebrøl, os forekom lyden at ligne løvens brøl.
Mange mennesker søgte husly ude på øen efterhånden som arbejdsmængden tiltog, og flere blev ansat. Hele familier levede ofte på øen, gerne med guvernanter til at passe børn som skulle have undervisning, enten i Mandal by eller ved fyret. For det meste skal der have boet 34-36 mennesker på Ryvingen, med et socialt hierarki hvor fyrmesteren, som var fine folk, stod øverst. Delvis frugtbare jordstykker og husdyr var også at finde ude på øen, med en fordeling som bar præg af social status gennem anciennitet o.l.

### Verdenskrigene
Den første verdenskrig forårsagede en mangel på kul, som igen førte til indskrænkninger på en række fyr funktion. På kolde vinternætter kunne forbruget af kul til opvarmning af dampkedlerne komme op i 900 kg, forståelig nok blev denne praksis umulig efterhånden som priserne steg. Fra 1917 frem til 1921 blev der ikke brugt elektricitet ved fyret.
Under anden verdenskrig blev denne del af Norge hurtigt okkuperet og fyrtårnet blev taget i brug af den tyske okkupationsmagt. Fyret var som regel aldrig slået til, uden en melding fra havnechefen i Kristiansand, da som oftest i de tilfælde hvor tyske konvojer skulle forbi. Fyret var bemandet af 20 tyske soldater i løbet af krigen.
Der var skuddvekslinger ved Ryvingen fyr den 14. februar 1943. Nogle kilder hævder dette var et forsøg på et allieret raid mod en radar som var blevet sat op på øen (som ikke blev taget ned før mange årtier senere). En anden teori hævder det var to lokale fiskebåde brugt til transport som, uden at have meldt fra til den tyske kommando, havde nærmet sig fyret to gange, delvis på grund af en misforståelse. Det kom ikke til personskade under denne hændelse.

### Automatisering
Ved omlægning til ren elektrisk drift i 1957 mistede fyret noget af sin lyskraft, men var fortsat regnet som meget kraftig. Bemanding fandtes fortsat efter krigen, men efter omlægningen var stationen kun delvist bemandet. I 2002 blev fyret fuldt automatiseret.

## Eksterne kilder og henvisninger
- Wikimedia Commons har flere filer relateret til Ryvingen fyr
- Ryvingen fyr på Riksantikvarens hjemmeside kulturminnesok.no
- lokal website
- Norgesdokumentasjons side om fyret Arkiveret 29. juli 2005 hos  Wayback Machine
- Om Ryvingen og Ryvingen fyr
- Teori som sår tvil om teorien om allieret angrep på fyret
- Norgesdokumentasjons sider, omhandler tysk aktivitet Arkiveret 26. februar 2007 hos  Wayback Machine